# CECXG
CECXG (3'-etil-LY-341,495) je istraživački lek koji deluje kao potentan i selektivan antagonist za grupu II metabotropnih glutamatnih receptora (2/3), sa relativno dobrom selektivnošću za mGluR3. Dok je on pet puta manje potentan nego LY-341,495 na mGluR3, on ima 38 puta veći afinitet za 3 u odnosu na 2. To ga čini jednim od malobrojnih dostupnih liganda koji mogu da naprave razliku između dva blisko srodna receptorska podtipa.